# Twizel
Twizel est une ville de Nouvelle-Zélande, située dans le District de Mackenzie.